# Márcio Moreira
Joaquim Márcio Gonçalves Moreira (Matosinhos, 24 giugno 1990) è un giocatore di calcio a 5 portoghese, campione europeo con la nazionale portoghese nel 2018.

## Palmarès
- Campionato d'Europa: 1

Portogallo: 2018